# Aldo Attardi
Aldo Attardi (L'Aquila, 3 gennaio 1926 – Padova, 16 maggio 2001) è stato un giurista italiano, professore ordinario di diritto processuale civile.

## Biografia
Nato nel 1926, vinse il concorso per la cattedra di diritto processuale civile nel 1956. Ha svolto tutta la sua attività d'insegnamento nella facoltà di Giurisprudenza dell'Università di Padova fino al 1998, anno in cui egli è stato collocato fuori ruolo. Per molti anni ha svolto incarichi d'insegnamento anche alla Leopold Franzens Universitaet di Innsbruck. Tra i più insigni e autorevoli componenti della Facoltà padovana, egli ne è stato preside tra il 1968 e il 1972.
Attardi fu allievo di Enrico Allorio, ma subì notevolmente l'influsso metodologico dell'amministrativista Enrico Guicciardi. In un certo senso, si può ritenere che egli fu anche allievo di Francesco Carnelutti, quando quest'ultimo riprese l'insegnamento padovano, al termine della propria carriera. A sua volta, Attardi fu maestro di una progenie di processualisti, che hanno illustrato la scuola del diritto processuale civile padovano, come Augusto Cerino Canova, Annalisa Lorenzetto, Claudio Consolo, Augusto Chizzini, Marino Marinelli, Francesco Amato, Marco Giacomelli, Carla Gobbetto, Elisabetta Bortoletto e Luca Prendini.

## Disciplina
Il suo metodo era strettamente collegato al dato di diritto positivo. Benché non ignaro delle ragioni funzionali dell'interpretazione, Attardi preferì ricostruzioni di carattere sistematico, basate su una sorta di razionalismo geometrico ma niente affatto sterile. Attinse assai alla teoria generale del diritto, cui portò non pochi contributi, specialmente in tema di situazioni giuridiche soggettive.
Fu in questo influenzato, più che dai precedenti maestri del diritto processuale civile, dalla vicinanza accademica ad Enrico Guicciardi, che nella stessa Università di Padova utilizzava questo metodo nello studio della giustizia amministrativa, sulla base delle indicazioni di Donato Donati fino dalla fine degli anni '30.

## Opere
A lui si devono alcune celebri monografie del diritto processuale civile moderno. In particolare quella su "L'interesse ad agire", pubblicata nel 1955, e quella su "La revocazione" del 1958. Accanto a queste va poi ricordato il libro su "L'efficacia giuridica degli atti di stato civile" (1949) e il più recente manuale, quasi una trattazione di teoria generale del processo, in cui egli riversò una vita di ricerca ("Diritto processuale civile" - 1994). Altro scritto degno di nota è "Le nuove disposizioni sul processo civile e il progetto del Senato sul giudice di pace" del 1991.
Numerosissimi e di rilievo gli studi minori, che hanno spaziato su quasi ogni aspetto della disciplina. Ciò nonostante, il principale tema della sua ricerca riguardò l'oggetto del processo e della cosa giudicata, con particolare attenzione al processo costitutivo, oltre allo studio dei presupposti di trattabilità della causa nel merito.